# پناهگاه‌های صخره‌ای روستای اسک
پناهگاه‌های صخره‌ای روستای اسک مربوط به دوران‌های تاریخی پس از اسلام است و در شهرستان املش، بخش رانکوه، روستای اسک واقع شده و این اثر در تاریخ ۲ آبان ۱۳۸۲ با شمارهٔ ثبت ۱۰۶۳۷ به‌عنوان یکی از آثار ملی ایران به ثبت رسیده‌است.